# Cámara de los Diputados
Die Abgeordnetenkammer (spanisch Cámara de los Diputados) ist das Unterhaus des Parlaments von Äquatorialguinea. Die Volksrepräsentantenkammer besteht aus 100 Abgeordneten, die für fünf Jahre direkt von der Bevölkerung gewählt werden.

## Geschichte
Gemäß Artikel 70 der damaligen Verfassung Äquatorialguineas wurde im Jahr 1984 eine Kammer der Volksrepräsentanten (Cámara de Representantes del Pueblo) geschaffen. Sie war zunächst die einzige Kammer des Parlamentes. Ihre Abgeordneten traten zweimal jährlich im März und im September für maximal zwei Monate zusammen.
Aufgrund der neuen Verfassung, die durch ein Referendum am 23. November 2011 gebilligt wurde und 2012 in Kraft trat, wurde als zweite Kammer ein Senat geschaffen und die bisherige Volksrepräsentantenkammer (Cámara de Representantes del Pueblo) in Abgeordnetenkammer (Cámara de los Diputados) umbenannt. Die Cámara de los Diputados und der Senat wurden am 26. Mai 2013 erstmals gewählt.

## Wahlen
Kandidaten, die zur Wahl antreten wollen, müssen…
- … die Staatsbürgerschaft von Äquatorialguinea besitzen und mindestens 25 Jahre alt sein
- … im vollen Besitz ihrer zivilen und politischen Rechte sein
- … lesen und schreiben können
- … in Einheit und Anerkennung der bestehenden Gesetze leben.

### 2008
| Partei                                                                               | Stimmen | % | Sitze | ±  |
| ------------------------------------------------------------------------------------ | ------- | - | ----- | -- |
| Demokratische Partei von Äquatorialguinea (Partido Democrático de Guinea Ecuatorial) |         |   | 99    | +1 |
| Bewegung für soziale Demokratie (Convergencia para la Democracia Social)             |         |   | 1     | −1 |
| Gesamt                                                                               | -       | - | 100   | 0  |
| Quelle: jeuneafrique.com                                                             |         |   |       |    |

### 2013
| Partei                                                                               | Stimmen | % | Sitze | ± |
| ------------------------------------------------------------------------------------ | ------- | - | ----- | - |
| Demokratische Partei von Äquatorialguinea (Partido Democrático de Guinea Ecuatorial) |         |   | 99    | 0 |
| Bewegung für soziale Demokratie (Convergencia para la Democracia Social)             |         |   | 1     | 0 |
| Gesamt                                                                               | -       | - | 100   | 0 |
| Quelle: Gobierno de Guinea Ecuatorial                                                |         |   |       |   |

### 2017
Die meisten Oppositionsparteien boykottierten die Wahl am 12. November 2017, da sie eine massive Wahlmanipulation durch die Regierung erwarteten. Nach Angaben der Regierung beschrieben die Wahlbeobachter der Afrikanischen Union die Wahlen jedoch als überwiegend frei und fair. Drei Parteien traten an. Der Partido Democrático de Guinea Ecuatorial gewann 99 von 100 Sitzen in der Cámara de los Diputados. Einen Sitz gewann die Parteien Ciudadanos por la Innovación. Von 100 Abgeordneten waren 22 Frauen.

### 2022
Die letzte Parlamentswahl fand am 20. November 2022 statt. Wiederum boykottierten die meisten Oppositionsparteien die Wahl, aus demselben Grund wie 2017. Der Partido Democrático de Guinea Ecuatorial (PDGE) gewann alle 100 Sitze in der Cámara de los Diputados. Die beiden anderen angetretenen Parteien, die Convergencia para la Democracia Social (CPDS) und der Partido de la Coalición Socialdemócrata (PCSD), gingen leer aus. Wie viele Stimmen der PDGE, die CPDS und der PCSD erhalten hatten, wird in der amtlichen Mitteilung über das Ergebnis der Parlamentswahl nicht erwähnt, sie beließ es bei der Mitteilung der Vergabe der Mandate.